# Raspailia galapagensis
Espèce
Synonymes
- Aulospongus galapagensis Desqueyroux-Faúndez & van Soest, 1997 (protonyme)

Raspailia galapagensis est une espèce d'éponges de la famille des Raspailiidae.

## Distribution
L'espèce est décrite des îles Galápagos, dans l'Océan Pacifique.

## Taxinomie
L'espèce est décrite en 1997 par Ruth Desqueyroux-Faúndez et Rob W. M. van Soest sous le protonyme Aulospongus galapagensis.